# 竹中関汰
竹中 関汰（たけなか かんた、1996年9月13日 - ）は、日本のプロボクサー・YouTuber。兵庫県姫路市出身。姫路木下ボクシングジム所属。飾磨工業高校卒業。
YouTubeのじゅーちゃんねるで主にプロボクサーとしての宣伝活動を行い、ファン獲得や興行の集客に繋げる活動を行っている。
高校時代のアマチュア戦績は1勝5敗と、じゅーちゃんねるで公表している。

## 人物
心身ともに強くなりたかったためにボクシングを始めた。

## 来歴
2015年3月29日に市川町文化センターひまわりホールで野﨑純平とフェザー級4回戦を戦い、4回2-0（39-38x2、38-38）判定勝ちでデビュー戦を白星で飾ったが、1年後の試合では2回TKO負けでプロ初黒星を喫した。
そして2019年4月29日に大阪市淀川区民センターで行われた興行「APOLLO KO LIVE」にて宮本知彰とライト級8回戦を戦い、2回2分7秒KO勝ちを収めた。なおこの興行が平成最期に日本国内で行われたボクシング興行で、竹中が平成最期のKO勝者となった。
翌2020年1月28日に後楽園ホールで湯場海樹と日本ライト級ユース王座決定戦を行い、4回1分51秒TKO負けで日本ユース王座獲得に失敗。
2021年9月23日、堺市産業振興センターで2018年西日本新人王MVPの福井貫太と対戦するも、8回50秒TKO負けを喫し、3連敗となった。

## 戦績
- プロボクシング - 15戦7勝7敗1分（2KO）

| 戦           | 日付          | 勝敗 | 時間    | 内容    | 対戦相手                       | 国籍 | 備考                         |
| ------------ | ------------- | ---- | ------- | ------- | ------------------------------ | ---- | ---------------------------- |
| 1            | 2015年3月29日 | 勝利 | 4R      | 判定2-0 | 野﨑純平(倉敷守安)             | 日本 | プロデビュー戦               |
| 2            | 2015年12月5日 | 勝利 | 4R      | 判定3-0 | 澤井剛志（グリーンツダ）       | 日本 |                              |
| 3            | 2016年3月20日 | 敗北 | 2R 2:00 | TKO     | 清水徳生（真正）               | 日本 |                              |
| 4            | 2016年9月18日 | 敗北 | 4R      | 判定1-2 | 本橋遼太郎(本橋)               | 日本 |                              |
| 5            | 2017年5月20日 | 引分 | 4R      | 判定1-1 | 近藤裕真（畑中）               | 日本 |                              |
| 6            | 2017年8月11日 | 勝利 | 1R 2:42 | TKO     | 石脇麻生（寝屋川石田)          | 日本 |                              |
| 7            | 2017年11月5日 | 敗北 | 4R      | 判定0-3 | 中村洸介 (結花)                | 日本 |                              |
| 8            | 2018年2月18日 | 勝利 | 4R      | 判定2-0 | 加納大地(広島三栄)             | 日本 |                              |
| 9            | 2018年7月21日 | 勝利 | 6R      | 判定3-0 | 中村洸介（結花）               | 日本 |                              |
| 10           | 2018年9月24日 | 勝利 | 6R      | 判定2-0 | 井無田峻（折尾）               | 日本 |                              |
| 11           | 2019年2月10日 | 勝利 | 7R 2:41 | TKO     | 脇田将士（堺東ミツキ）         | 日本 |                              |
| 12           | 2019年4月29日 | 勝利 | 2R 2:07 | KO      | 宮本知彰（アポロ）             | 日本 |                              |
| 13           | 2020年1月28日 | 敗北 | 4R 1:51 | TKO     | 湯場海樹（ワタナベ）           | 日本 | 日本ライト級ユース王座決定戦 |
| 14           | 2020年9月8日  | 敗北 | 1R 2:34 | TKO     | ジロリアン陸（フラッシュ赤羽） | 日本 |                              |
| 15           | 2021年9月23日 | 敗北 | 8R 0:50 | TKO     | 福井貫太（寝屋川石田）         | 日本 |                              |
| テンプレート |               |      |         |         |                                |      |                              |